# Nu-i pace sub măslini
Nu-i pace sub măslini (titlul original: Non c'è pace tra gli ulivi) este un film dramatic italian, realizat în 1950 de regizorul Giuseppe De Santis protagoniști fiind actorii Raf Vallone, Lucia Bosè și Folco Lulli. Filmul a fost turnat în Fondi, regiunea natală a regizorului, Itri și Sperlonga. Acest film aparține ca și alte filme ale lui De Santis, curentului cinematografic neorealist, dezvoltat în Italia între anii 1943-1952.

## Distribuție
- Raf Vallone – Francesco Dominici
- Lucia Bosè – Lucia Silvestri
- Folco Lulli – Agostino Bonfiglio
- Maria Grazia Francia – Maria Grazia Dominici
- Dante Maggio – Salvatore Capuano
- Michele Riccardini – șeful poliției
- Vincenzo Talarico – avocatul apărări lui Francesco
- Pietro Tordi – avocatul Gaetano Bertarelli
- Attilio Torelli –
- Giacomo Sticca –
- Maddalena Di Trocchio –
- Giuseppina Corona –
- Angelina Chiusano – mama lui Agostino
- Tommaso Di Gregorio –
- Giovanni Paparella –
- păstorii de la „Querce” din Fondi [1]

## Gafe
- În poster titlul este din greșeală trecut „măslin”, în loc de „măslini”.